# Alex Nørlund
Pour les articles homonymes, voir Nørlund.
Alex Nørlund, né le 28 janvier 1975 à Vejle au Danemark, est un footballeur danois évoluant au poste de milieu offensif, reconverti entraîneur.

## Biographie

### Carrière de joueur
Né à Vejle au Danemark, Alex Nørlund commence sa carrière avec le club de sa ville natale, le Vejle BK, en 1993. Il joue son premier match de championnat le 14 mai 1994 contre le Brønshøj BK où il est titularisé. Ce jour-là il délivre deux passes décisives et permet à son équipe de s'imposer par trois buts à un.
Nørlund devient une figure importante du Vejle BK, contribuant notamment à mener le club à la deuxième place du championnat lors de la saison 1996-1997. En 1999 il rejoint le Viborg FF, club avec lequel il remporte la Coupe du Danemark en 2000. Sa carrière est faite de plusieurs passages entre ces deux clubs ainsi que trois saisons à l'AGF Aarhus.
Alex Nørlund fait partie de l'équipe du Viborg FF qui participe pour la première fois de l'histoire du club à une coupe d'Europe lors de l'édition 2000-2001 de la Coupe UEFA. Viborg y affronte notamment les russes du CSKA Moscou, qu'ils parviennent à éliminer (0-0 match aller, 1-0 match retour) avant d'être battu par les espagnols du Rayo Vallecano.
Alex Nørlund met un terme à sa carrière professionnelle en mai 2009 à l'âge de 34 ans, après un dernier passage au Vejle BK.

### Carrière d'entraîneur
Alex Nørlund commence sa carrière d'entraîneur avec le club d'Odder IGF (en) avant de devenir l'entraîneur principal de l'Hedensted IF (en).

## Palmarès

### En club
Viborg FF
- Coupe du Danemark (1) :
  - Vainqueur : 1999-00.